# Ride to Hell: Retribution
Ride to Hell: Retribution är ett action/äventyrsspel från 2013 med motorcykeltema, utvecklat av Eutechnyx och publicerat av Deep Silver för Microsoft Windows, PlayStation 3 och Xbox 360. Eutechnyx meddelade först att spelet skulle släppas någon gång under 2009 men försenades till 2013 på grund av produktionsproblem.

## Handling
Året är 1969 och den ärrade Vietnamveteranen och mc-knutten Jake Conway har precis återvänt hem till sin farbror Mack och yngre bror Mikey. Jake upptäcker snart att Mikey har blivit osams med farbrodern som han tycker fortfarande behandlar honom som ett barn. Detta når sin kulmen när Mikey försvinner med sin motorcykel efter att Mack inte låtit honom gå på en konsert med sin flickvän. Mack vädjar till Jake att åka och hämta Mikey innan han hinner skada sig. Efter en stunds körande hinner Jake ifatt Mikey och övertalar honom att följa med hem. När Jake märker hur ledsen Mikey är över den uteblivna konserten försöker han att muntra upp brodern genom att köpa honom en hamburgare.
Men precis som bröderna ska lämna hamburgerbaren omringades de av det rivaliserande mc-gänget, Djävulens hand. Gängmedlemmarna riktar sina vapen mot Mikey och kräver att få veta varifrån han har fått tag på skinnjackan han har på sig. När Mikey inte svarar blir en gängmedlem vid namn Meathook otålig och hotar honom med en lång kniv. Mikey berättar då att han ärvt jackan av sin far William Conway. svaret gör Meathook så ursinnig att han skär halsen av Mikey. Jake rusar till broderns hjälp men innan han hinner fram blir han skjuten av en annan gängmedlem vid namn Colt. Jake överlever sina skador och svär att spåra upp gängmedlemmarna för att hämnas Mikeys död.

## Gameplay
Spelaren kontrollerar Jake från ett så kallat "tredje persons perspektiv" och spelet är således uppdelat i sektioner där spelaren antingen slåss mot fiender till fots eller kontrollerar Jakes motorcykel och således måste undvika olika sorters hinder. Mellan spelets olika nivåer kan spelaren även kan utforska en liten del av staden Dead End där det går att bland annat köpa vapen,sälja droger och att uppgradera sin motorcykel på olika sätt.

## Rollista
| Karaktär              | Röst            |
| --------------------- | --------------- |
| Jake Conway           | Joe Assante     |
| Oswald "Mack" Markham | Conner Hall     |
| Mikey Conway          | Okänd           |
| Ellie                 | Sumona Roy      |
| Colt                  | Frank Todaro    |
| Meathook              | Rodger Thompson |

## Mottagande
Ride to Hell fick mycket hård kritik från en mängd spel-kritiker gällande sitt gameplay, kontroller, röstskådespeleri och handling. Ett flertal internetsidor utnämnde till och med spelet till ett 2000-talets sämsta.
Recensionssidan Metacritic gav PC versionen av spelet ett betyg på 12/100.
Youtubepersonligheten Angry Joe gav Ride to Hell 1/10 i sin recension av spelet.
Spelets behandling av kvinnor var även en aspekt som fick utstå hård kritik.
Den 14 september 2014 blev Spelet borttaget från Steam.

## Uppföljare
Spelet skulle från början få en uppföljare under titeln Ride to Hell: Route 666 vilken var menad att släppas till PSN och XBLA, detta skrinlades dock på grund av det första spelets dåliga mottagande.